# 张德维
张德维（1930年—），廣東新會人。中华人民共和国政治人物、外交官。
1985年，接替沈平，担任中华人民共和国驻泰国大使。1989年，由李世淳接任。1989年，任中华人民共和国驻越南大使。